# اشتوکینگ، اشتایرمارک
اشتوکینگ (به آلمانی: Stocking) یک منطقهٔ مسکونی در اتریش است که در لیبنیتس واقع شده‌است. اشتوکینگ ۱۶٫۴۵ کیلومتر مربع مساحت دارد ۲۹۴ متر بالاتر از سطح دریا واقع شده‌است.